# Sida vid sida
Sida vid sida är en novellsamling av Artur Lundkvist utgiven 1962.
Boken innehåller berättelser från skilda miljöer och tidsepoker. I sin självbiografi skriver Lundkvist "Berättelserna inleds med en fantasi från Haiti, besöker Buchenwald, gör nedslag i Sydamerika och Egypten, för att sluta med en skräckbild av världen efter atomkriget".